# Globicornis bifasciata
Globicornis bifasciata là một loài bọ cánh cứng trong họ Dermestidae. Loài này được Perris miêu tả khoa học năm 1866.